# チャールズ・クート (第7代マウントラス伯爵)
第7代マウントラス伯爵チャールズ・ヘンリー・クート（英語: Charles Henry Coote, 7th Earl of Mountrath PC (Ire)、1725年頃 – 1802年3月1日）は、アイルランド貴族。1744年までキャッスルクート子爵の儀礼称号を使用した。

## 生涯
第6代マウントラス伯爵アルジャーノン・クートとダイアナ・ニューポート（Diana Newport、1696年頃 – 1766年7月14日、第2代ブラッドフォード伯爵リチャード・ニューポートの娘）の息子として、1725年頃に生まれた。
1744年8月27日に父が死去すると、マウントラス伯爵位を継承、1753年12月19日にアイルランド貴族院議員に就任した。
1761年、アイルランド枢密院の枢密顧問官に任命された。
嫡子をもうけなかったため、1800年7月31日にアイルランド貴族であるキャッスル・クート男爵に叙された。この男爵位は初代男爵の男系男子が断絶した場合、遠戚のチャールズ・ヘンリー・クートおよびその男系男子が継承すると定められた（ただし、チャールズ・ヘンリー・クートは初代男爵の男系継承者（heirs male）ではない）。
1802年3月1日に生涯未婚のままデヴォンシャーで死去した。マウントラス伯爵は後継者がおらず廃絶、キャッスル・クート男爵は規定通りチャールズ・ヘンリー・クートが継承、マウントラス伯爵の従属爵位は1621年創設の準男爵位が遠戚のチャールズ・ヘンリー・クート（キャッスル・クート男爵の継承者とは別人）に継承されたほかは全て廃絶した。遺産についてはイングランドの地所が母方の親族である第2代ブラッドフォード男爵オーランド・ブリッジマンに、アイルランドの地所が父方の親族（クート家）に継承された。

## 家族
生涯未婚だったが、メアリー・プレストン（Mary Preston）との間で庶子1人をもうけている。
- チャールズ（1761年7月30日 – ?） - 1761年9月6日に洗礼